# Kevin Chapman
Kevin Chapman (Boston, 29 luglio 1962) è un attore statunitense.
Noto principalmente per il ruolo del detective Lionel Fusco nella serie televisiva Person of Interest.

## Biografia
Durante la sua carriera Kevin Chapman è apparso in numerose produzioni sia cinematografiche che televisive.
Per quanto riguarda il cinema lo si può vedere nei film The Boondock Saints - Giustizia finale (1999), Le regole della casa del sidro (1999), Mystic River (2003), 21 grammi (2003), In Good Company (2004), Squadra 49 (2004) e più recentemente in Unstoppable - Fuori controllo di Tony Scott (2010).
In ambito televisivo invece è apparso in numerose serie televisive, tra cui 24, Boston Legal, Criminal Minds, Brotherhood - Legami di sangue, Lost, Rescue Me, Cold Case - Delitti irrisolti, e Hawthorne - Angeli in corsia.
Nel 2011 è entrato a far parte del cast principale della serie televisiva Person of Interest creata da Jonathan Nolan, in cui recita al fianco di Jim Caviezel e Michael Emerson, fino al 2016.

## Vita privata
È sposato con Meaghan Kennedy, i due hanno avuto una figlia di nome Claire.

## Filmografia

### Cinema
- Snitch, regia di Ted Demme (1998)
- The Boondock Saints - Giustizia finale (The Boondock Saints), regia di Troy Duffy (1999)
- Le regole della casa del sidro (The Cider House Rules), regia di Lasse Hallström (1999)
- Blow, regia di Ted Demme (2001)
- Mystic River, regia di Clint Eastwood (2003)
- 21 grammi (21 Grams), regia di Alejandro González Iñárritu (2003)
- Squadra 49 (Ladder 49), regia di Jay Russell (2004)
- In Good Company, regia di Paul Weitz (2004)
- Rischio a due (Two for the Money), regia di D.J. Caruso (2005)
- Long Distance - Linea diretta con l'assassino (Long Distance), regia di Marcus Stern (2005)
- Identità sospette (Unknown), regia di Simon Brand (2006)
- Sunshine Cleaning, regia di Christine Jeffs (2008)
- Black Dynamite, regia di Scott Sanders (2009)
- Unstoppable - Fuori controllo (Unstoppable), regia di Tony Scott (2010)
- Assassination Games - Giochi di morte (Assassination Games), regia di Ernie Barbarash (2011)
- Affari di famiglia (Bad Country), regia di Chris Brinker (2014)
- Slender Man, regia di Sylvain White (2018)
- The Equalizer 2 - Senza perdono (The Equalizer 2), regia di Antoine Fuqua (2018)
- City of Lies - L'ora della verità (City of Lies), regia di Brad Furman (2018)
- Saint Judy, regia di Sean Hanish (2018)
- CODA - I segni del cuore (CODA), regia di Sian Heder (2021)
- Last Night in Rozzie, regia di Sean Gannet (2021)

### Televisione
- The Practice - Professione avvocati (The Practice) – serie TV, episodio 5x19 (2001)
- The Agency – serie TV, episodio 1x22 (2002)
- 24 – serie TV, episodi 1x24-3x04-3x05 (2002-2003)
- CSI - Scena del crimine (CSI: Crime Scene Investigation) – serie TV, episodio 3x13 (2003)
- NYPD - New York Police Department (NYPD Blue) – serie TV, episodio 11x01 (2003)
- Touching Evil – serie TV, episodio 1x09 (2004)
- Joan of Arcadia – serie TV, episodio 2x16 (2005)
- Boston Legal – serie TV, episodio 1x15 (2005)
- Criminal Minds – serie TV, episodio 2x10 (2006)
- Brotherhood - Legami di sangue (Brotherhood) – serie TV, 29 episodi (2006-2008)
- Sons of Anarchy – serie TV, episodio 1x03 (2008)
- Lost – serie TV, episodi 5x15-5x16 (2009)
- Rescue Me – serie TV, 7 episodi (2009)
- Leverage - Consulenze illegali (Leverage) – serie TV, episodio 2x01 (2009)
- Cold Case - Delitti irrisolti (Cold Case) – serie TV, episodi 7x02-7x22 (2009-2010)
- Hawthorne - Angeli in corsia (Hawthorne) – serie TV, episodi 3x03-3x07 (2010)
- The Whole Truth – serie TV, episodio 1x10 (2011)
- Person of Interest – serie TV, 88 episodi (2011-2016)
- Rizzoli & Isles – serie TV, episodio 2x05 (2011)
- Sneaky Pete – serie TV, 9 episodi (2017-2019)
- APB - A tutte le unità (APB) – serie TV, episodio 1x01 (2017)
- Blue Bloods – serie TV, episodio 9x11 (2019)
- The Punisher – serie TV, episodi 2x09-2x10 (2019)
- City on a Hill – serie TV, 5 episodi (2019)
- The Equalizer – serie TV, episodio 1x06 (2021)
- Kevin Can F**k Himself – serie TV, 3 episodi (2021)
- Billions – serie TV, episodio 6x06 (2022)
- NCIS - Unità anticrimine (NCIS) - serie TV, episodio 19x15 (2022)
- Chicago Fire - serie TV, 1 episodio (2024)
- FBI: Most Wanted - serie TV, episodio 5x06 (2024)

## Doppiatori italiani
Nelle versioni in italiano delle opere in cui ha recitato, Kevin Chapman è stato doppiato da:
- Claudio Fattoretto in Squadra 49, Criminal Minds, Identità sospette, Brotherhood - Legami di sangue
- Roberto Stocchi in Leverage - Consulenze illegali, City on a Hill, NCIS - Unità anticrimine
- Pasquale Anselmo in Rischio a due, Person of Interest
- Daniele Valenti in Unstoppable - Fuori controllo, Blue Bloods
- Pierluigi Astore in 24 (ep. 1x24)
- Massimo Rinaldi in 24 (ep. 3x04-3x05)
- Enrico Pallini in CSI - Scena del crimine
- Bruno Conti in Mystic River
- Massimo Bitossi in Touching Evil
- Maurizio Reti in Sons of Anarchy
- Gerolamo Alchieri in Affari di famiglia
- Gianni Giuliano in Cold Case - Delitti irrisolti
- Andrea Lavagnino in Assassination Games - Giochi di morte
- Oliviero Dinelli in Sneaky Pete
- Vladimiro Conti in APB - A tutte le unità
- Stefano Thermes in Slender Man
- Silvio Anselmo in The Equalizer 2 - Senza perdono
- Gianluca Solombrino in City of Lies - L'ora della verità
- Luca Graziani in The Equalizer
- Francesco Prando in Kevin Can F**k Himself
- Francesco Meoni in Billions
- Ambrogio Colombo in FBI: Most Wanted
- Dario Oppido in Brotherhood - Legami di sangue (ridoppiaggio)